# Lilith Grasmug
Lilith Grasmug, née à Paris, est une actrice française.

## Biographie
Fille de parents autrichiens, elle commence à se faire connaître en tant qu'actrice dans des courts-métrages français à partir du milieu des années 2010. Après avoir tenu des rôles principaux dans le film de dix minutes de Joanne Rakotoarisoa, Louves (2016), et dans le film de 29 minutes de Julie Colly, Si tu t'imagines (2018), Grasmug a fait ses débuts dans le long-métrage dans le drame primé de Virgil Vernier, Sophia Antipolis (2018). Colly a de nouveau filmé l'adolescente dans le film fantastique de 8 minutes L'Autre sur ma tête (2018).
En 2020, Grasmug a remporté le prix d'interprétation du festival Premiers Plans d'Angers pour sa prestation dans le rôle de Noée, 15 ans, dans le court métrage de 23 minutes de Mathilde Chavanne, Noée dans la tempête. Deux ans plus tard, en prévision de la cérémonie des Césars 2022, elle a été sélectionnée comme révèlation, une étape préliminaire pour les jeunes talents qui concourent pour le plus important prix du cinéma français dans les catégories meilleure révélation masculine et féminine. Grasmug s'est certes qualifiée pour son interprétation de Louise, une adolescente victime de viol, dans la tragi-comédie Oranges sanguines de Jean-Christophe Meurisse, mais elle n'a pas été retenue parmi les cinq finalistes, malgré les éloges de la critique.
Grasmug a obtenu son premier rôle principal par la réalisatrice suisse Carmen Jaquier, qui l'a engagée dans le drame historique Foudre (2022). Elle y incarne une jeune femme qui, après la mort de sa sœur, est ramenée du couvent dans un village de montagne catholique des années 1900. Là, elle apprend à connaître sa sexualité en compagnie de trois jeunes hommes et commence, comme sa sœur, à se rebeller contre les contraintes ecclésiastiques. L'œuvre « sur la peur panique de l'Église face au désir, sur l'étroitesse d'esprit et sur l'indomptable curiosité juvénile » a été récompensée à de nombreuses reprises et présentée en 2024 comme candidate suisse à l'Oscar du meilleur film international. Grasmug elle-même a reçu une mention élogieuse au Festival du film de Rome pour son interprétation.
Après un rôle important aux côtés de Léonie Dahan-Lamort dans le film d'épouvante fantastique La Morsure (2023) de Romain de Saint-Blanquat, récompensé par un prix, les rôles principaux du film pour adolescents Langue étrangère (2024) de Claire Burger, aux côtés de Chiara Mastroianni et Nina Hoss, ont suivi en 2024, en collaboration avec la jeune actrice allemande Josefa Heinsius (de). Cette coproduction européenne a été sélectionnée dans la compétition principale de la 74e Berlinale.
Parallèlement à sa carrière d'actrice, Lilith Grasmug a étudié l'histoire de l'art et la cinématographie.

## Filmographie
- 2016 : Louves de Joanne Rakotoarisoa : Nadia (court métrage)
- 2018 : Si tu t'imagines  de Julie Colly : Laure (court métrage)
- 2018 : Sophia Antipolis de Virgil Vernier
- 2018 : L'Autre sur ma tête de Julie Colly : Alouette (court métrage)
- 2019 : Noée dans la tempête de Mathilde Chavanne : Noée (court métrage)
- 2019 : Regarde passer mon fantôme de Yann Pichot : Lilith (court métrage)
- 2021 : Oranges sanguines de Jean-Christophe Meurisse : Louise
- 2022 : Les Passagers de la nuit de Mikhaël Hers : Leïla
- 2022 : Foudre de Carmen Jaquier : Élisabeth
- 2023 : La Morsure de Romain de Saint-Blanquat : Delphine Rivière
- 2024 : Langue étrangère de Claire Burger : Fanny
- 2026 : L'Inconnue d'Arthur Harari